# Lanna (Szwecja)
Lanna – miejscowość (tätort) w Szwecji, w regionie administracyjnym (län) Jönköping, w gminie Värnamo.
Według danych Szwedzkiego Urzędu Statystycznego liczba ludności wyniosła: 330 (31 grudnia 2015), 386 (31 grudnia 2018) i 368 (31 grudnia 2019).